# Hespenedra chilensis
Hespenedra chilensis (лат.) — вид цикадок из подсемейства Ledrinae, выделяемый в монотипический род Hespenedra. Эндемик Южной Америки: Чили (провинции Арауко; Консепсьон; Льянкиуэ; Вальдивия). Относительно крупные цикадки (длина от 8,75 до 11 мм). Голова крупная, лопатовидной формы, выступает позади глаз. Лицо плоское. Передний край пронотума немного нависает над верхушкой головы. Макросетальная формула задних бёдер 2+1. Экология не изучена. Выделяют в отдельную трибу Hespenedrini Jones, 2009, некоторыми сходными признаками обладают представители родов Petalocephala (Ledrini), Proranus (Xerophloeini), Afrorubria (Afrorubrini) и Beniledra (Ledrini). Единственный представитель подсемейства Ledrinae в Неотропике.